# توفيق الياسري
توفيق حمود الياسري وهو عسكري وسياسي عراقي، كان برتبة عميد في أحداث عام 1991 في العراق، وقاد المعارضين لنظام صدام حسين في مدينة الديوانية، ثم هرب إلى المملكة العربية السعودية التي مكث فيها سنوات عدة في مخيم رفحاء ومنها إلى لندن التي نشط فيها بين صفوف المعارضة ضمن قيادة حركة الوفاق الوطني العراقي التي يتزعمها رئيس الوزراء السابق إياد علاوي لكنه انفصل عنها فيما بعد ثم عاد إلى بغداد بعد احتلال العراق عام 2003 وشكل تنظيما سياسيا أطلق عليه «الائتلاف الوطني العراقي الديمقراطي» وعمل مستشارا في أول وزارة للداخلية بعد سقوط النظام.
اختير ضمن لجنة المتابعة والتنسيق التي أقرها مؤتمر المعارضة العراقية في ديسمبر 2002 في لندن (إنجلترا)
شغل منصب عضو في الجمعية الوطنية الانتقالية المؤقتة عامي 2004 و2005، وشغل فيها منصب عضو اللجنة الأمنية والدفاعية.
تعرض الياسري لعملية اختطاف 17 تشرين الثاني 2005 ثم أطلق سراحهُ بعد دفع فدية قيمتها 500 ألف دولار أمريكي.
ترشح عام 2005 في انتخابات مجلس النواب العراقي لكن قائمته «قائمة شمس العراق» لم تحصل على أي مقعد.
شغل منصب مدير دائرة مكافحة الإرهاب في بغداد.
رشح لمنصب وزير الداخلية عام 2011 في حكومة المالكي الثانية لكنه لم يشغل المنصب.
أشيع عام 2015 عن تدبيره لمحاولة انقلاب عسكري، لكنه تبيه أن الخبر كاذب.
وابنة الياسري متزوجة من محمد إحسان الذي شغل منصب وزير حقوق الإنسان في حكومة أربيل للحزب الديمقراطي الكردستاني بزعامة مسعود برزاني رئيس إقليم كردستان.